# Šemovci
Šemovci su selo u Općini Virje s više od 500 stanovnika. Smješteno je na obroncima Bilogore i kroz mjesto prolazi cestovna magistrala koja vodi u podravsku dolinu do srednjovjekovnog grada Đurđevca i obale rijeke Drave.
Veća mjesta u blizini Šemovaca su Bjelovar (25 km), Koprivnica (23 km), Đurđevac (7 km).
Šemovci se prvi put spominju u 14. stoljeću i vjekovima pripadaju u župu Virje. U 20-tom stoljeću pripada administrativno bivšoj općini Đurđevac, da bi postankom samostalne Hrvatske od početka 90-tih ušla u sastav Općine Virje.
U potresu na Bilogori 1938. stradali su i Šemovci te okolna sela.

## Stanovništvo
| broj stanovnika | 1005  | 1139  | 1256  | 1316  | 1449  | 1356  | 1206  | 1166  | 971   | 928   | 844   | 790   | 668   | 608   | 576   | 512   | 402   |
|                 | 1857. | 1869. | 1880. | 1890. | 1900. | 1910. | 1921. | 1931. | 1948. | 1953. | 1961. | 1971. | 1981. | 1991. | 2001. | 2011. | 2021. |

## Poznate osobe
- Fran Barac, svećenik

## Šport
- NK Bilogorac Šemovci
- NK Šemovci

## Vanjske poveznice
- www.semovci.eu - Neovisne stranice mjesta  Arhivirana inačica izvorne stranice od 16. svibnja 2011. (Wayback Machine)